# Ella Marie Hætta Isaksen
Ella Marie Hætta Isaksen (25 d'abril de 1998) és una actriu, activista, escriptora i cantant i compositora sami-noruega de Deatnu, més coneguda com a veu principal de la banda ISÁK. Combina el joik amb el pop i la música electrònica i canta en sami septentrional i anglès. Com a referents té Sara Marielle Gaup, Susanne Sundfør i especialment Mari Boine.
De petita va actuar amb el grup de teatre infantil de Deanu, i quan tenia 11 anys va tenir un dels papers principals en l'obra Sunná šiella, d'Inger Margrethe Olsen, en que va cantar yoik junt amb Inga Juuso. Es va donar a conèixer a un públic sami més ampli l'any 2016 quan es va presentar al concurs Sámi Grand Prix en la categoria de cançó amb el tema Luoddaearru (Cruïlla) que havia compost ella mateixa. Isaksen que inicialment no hi havia estat seleccionada, va poder participar-hi substituint un altre grup que va cancel·lar la participació. Tanmateix va guanyar el Sámi Grand Prix i l'any 2017 va representar Sápmi en el concurs europeu de llengües minoritàries Liet Lávlut el qual també va guanyar. Aquest mateix any va formar el grup ISÁK amb el músics noruecs Daniel Eriksen i Aleksander Kostopoulos. L'any 2018 Isaksen va guanyar el concurs musical televisiu noruec Stjernekamp i així es va convertir en una de les músiques joves més populars de noruega. Amb el grup ISÁK ha publicat els àlbums Ealan (2019), Roasut (2021) i Daughters of the Sun (2023).
Com a actriu ha protagonitzat en la pel·lícula "Ellos eatnu – La elva leve" (que visqui el riu) de Ole Giæver que es va estrenar el 2023. Hi fa el paper d'una mestra d'escola d'origen sami que decideix participar en les protestes arran de la construcció de la presa d'aigua d'Alta.
Ella Marie Hætta Isaksen és activista pels drets dels samis i activista ambiental i membre de l'organització ecologista juvenil Natur og Ungdom. Ha estat una de les cares visibles de les protestes contra la instal·lació d'aerogeneradors en una zona de pasturatge de rens a Fosen. El 2021 va publicar el llibre Derfor må du vite at jeg er same (Per això has de saber que soc sami) que s'ha traduït al sami septentrional.
l'any 2024 va ser guardonada amb el Premi Áillohaš de música per la seva contribució a la fomentació de la música sami.

## Discografia
Amb el grup ISÁK
- 2019: Ealan
- 2021: Roasut[10]
- 2023: Daughters of the Sun (EP)[11]

### Àlbums col·lectius
- 2018: Grandprix 2016

## Publicacions
- 2021: Derfor må du vite at jeg er same